# Cerkiew Narodzenia Matki Bożej w Zenicy
Cerkiew Narodzenia Najświętszej Marii Panny – cerkiew prawosławna w Zenicy, należąca do Serbskiego Kościoła Prawosławnego.

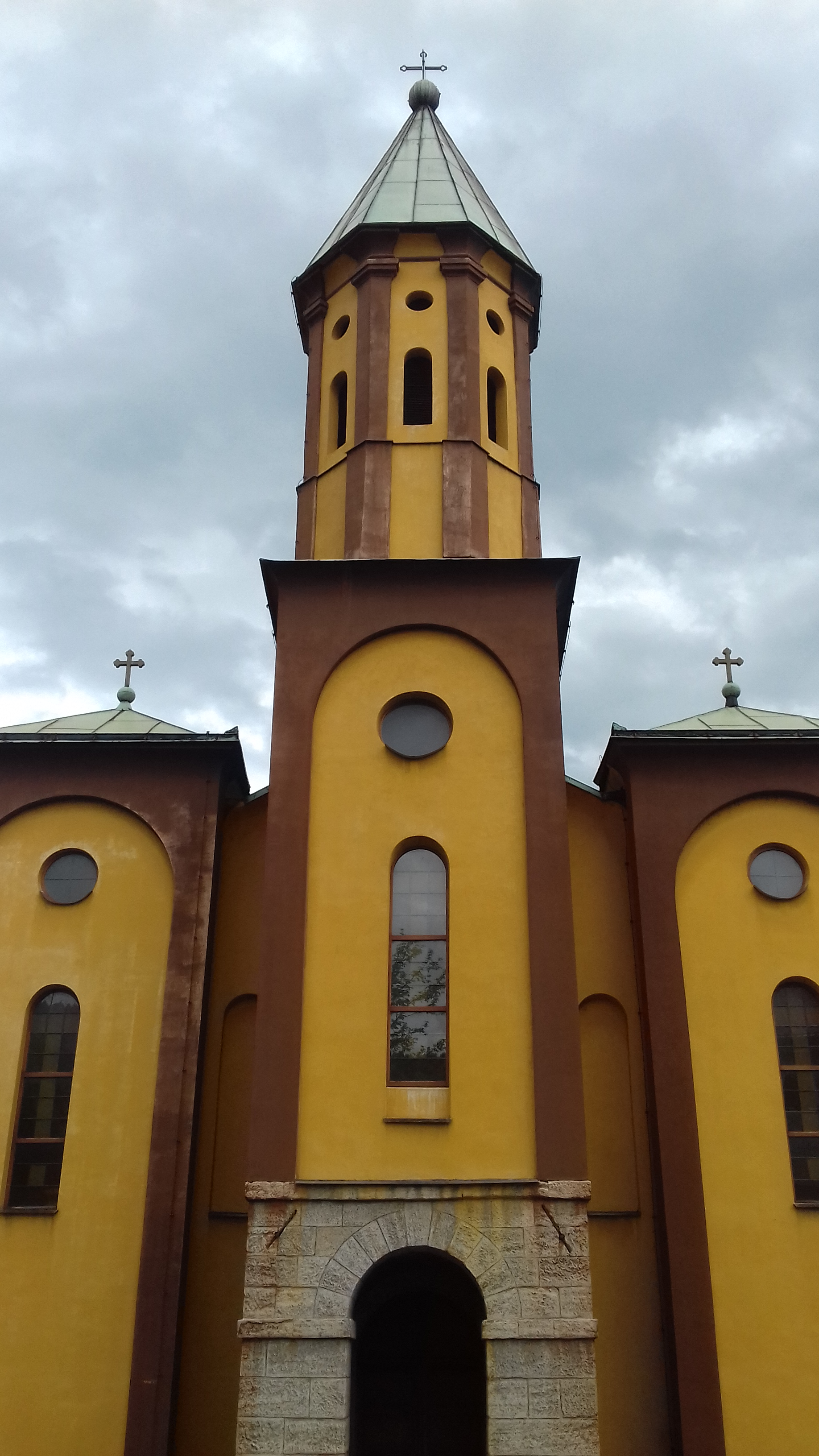
Wieża cerkwi

Świątynia została wzniesiona w 1883 i poświęcona przez metropolitę Dabaru i Bośni Sawę. Odnowiona w latach 1984–1990.